# Jethro Tull (музичка група)
Џетро Тал (енгл. Jethro Tull) британска је музичка група основана 1967. године у Блекпулу. Група је у почетку изводила блуз рок и џез, а касније прешла на хард рок и фолк рок. Једини стални члан и фронтмен групе је Ијан Андерсон док су се остали често мењали. Тренутни остали чланови групе су басиста Дејвид Гудијер, клавијатуриста Џон О’Хара, бубњар Скот Хамонд и гитариста Џо Париш.
Група се пробила на светску сцену албумом Stand Up 1969. године, а касније Aqualung, Thick as a Brick и A Passion Play који су били у стилу прогресивног рока. Од 2003. до 2011. године група је ишла по турнејама, а 2012. године је званично распуштена, да би Андерсон 2017. године поново оживео групу.
Често су мењали име, а име Џетро Тал су узели од истоименог енглеског пољопривредника из 18. века.

## Дискографија

### Студијски албуми
- This Was (1968)
- Stand Up (1969)
- Benefit (1970)
- Aqualung (1971)
- Thick as a Brick (1972)
- A Passion Play (1973)
- War Child (1974)
- Minstrel in the Gallery (1975)
- Too Old to Rock 'n' Roll: Too Young to Die! (1976)
- Songs from the Wood (1977)
- Heavy Horses (1978)
- Stormwatch (1979)
- A (1980)
- The Broadsword and the Beast (1982)
- Under Wraps (1984)
- Crest of a Knave (1987)
- Rock Island (1989)
- Catfish Rising (1991)
- Roots to Branches (1995)
- J-Tull Dot Com (1999)
- The Jethro Tull Christmas Album (2003)
- The Zealot Gene (2022)
- RökFlöte (2023)
- Curious Ruminant (2025)